# 掖上駅
掖上駅（わきがみえき）は、奈良県御所市柏原上方にある、西日本旅客鉄道（JR西日本）和歌山線の駅である。

## 歴史
- 1896年（明治29年）5月10日：南和鉄道が高田駅 - 葛駅（現在の吉野口駅）間で開業した際に掖上駅として設置[1]。
- 1903年（明治36年）5月15日：壺阪駅（つぼさかえき）に改称[2]。
- 1904年（明治37年）12月9日：南和鉄道の路線を関西鉄道が承継し、同社の駅となる[1]。
- 1907年（明治40年）10月1日：関西鉄道が鉄道国有法により国有化され、帝国鉄道庁の駅となる[1]。
- 1909年（明治42年）10月12日：線路名称が制定され、和歌山線の所属となる[1]。
- 1940年（昭和15年）4月1日：掖上駅に再改称[2]。
- 1984年（昭和59年）10月20日：無人駅となる[3]。
- 1987年（昭和62年）4月1日：国鉄分割民営化により、西日本旅客鉄道の駅となる[1]。
- 2018年（平成30年）3月17日：ICカード「ICOCA」の利用が可能となる。ICカード専用簡易改札機で対応。

## 駅構造
相対式ホーム2面2線を持つ行違い可能な地上駅である。旧来の木造駅舎は北側の下りホーム側にあり、上りホームには跨線橋で渡るようになっていたが、2020年に新たに上りホーム側に簡易駅舎が設置されたのに伴い撤去された。
王寺駅が管理している無人駅である。貨物を扱っていたため電化後もしばらくは有人駅であった。
旧来の駅舎・簡易駅舎それぞれに、直立型の自動券売機および簡易ICOCA改札機が設置されている。
トイレは、以前は改札内にあったが、現在は、上りホーム側の改札外に設置されている。

### のりば
| のりば | 路線     | 方向 | 行先           |
| ------ | -------- | ---- | -------------- |
| 1      | 和歌山線 | 下り | 五条・橋本方面 |
| 2      | 和歌山線 | 上り | 高田・王寺方面 |

- 案内上ののりば番号は、前述の上りホーム側の簡易駅舎設置に合わせて設定された。

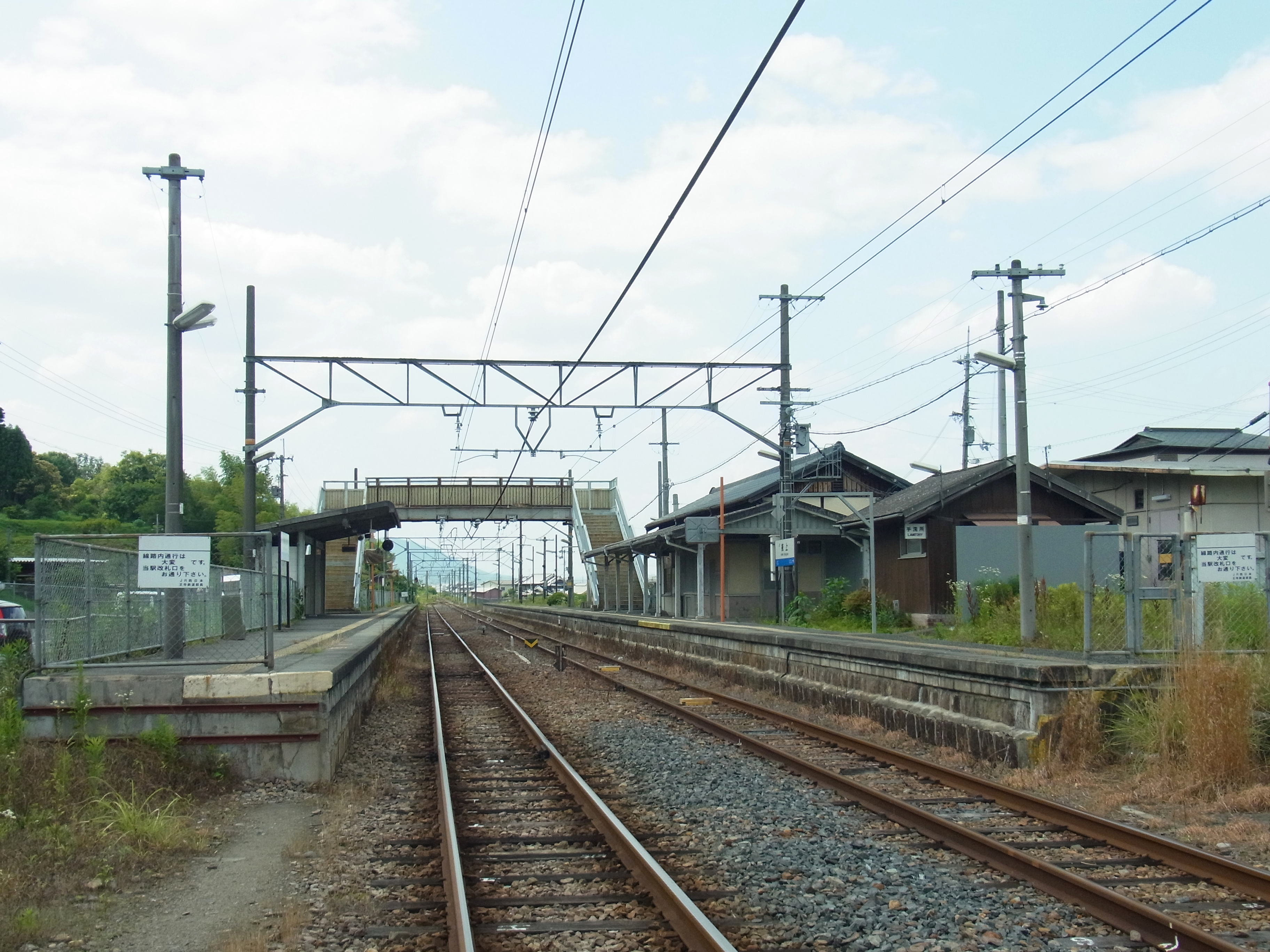
ホーム（2012年6月）（現在は跨線橋は撤去）
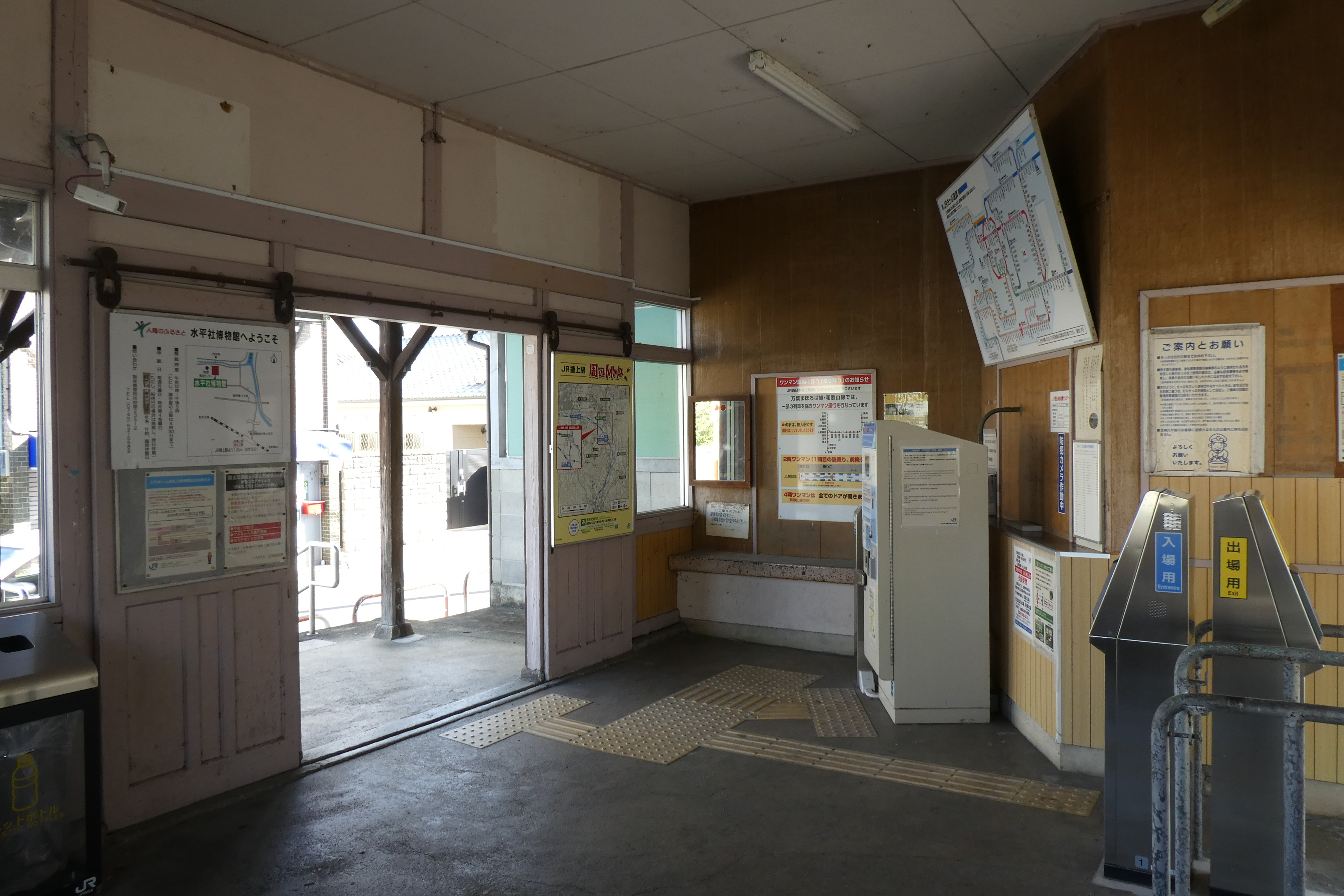
駅舎内（2020年12月）

## 利用状況

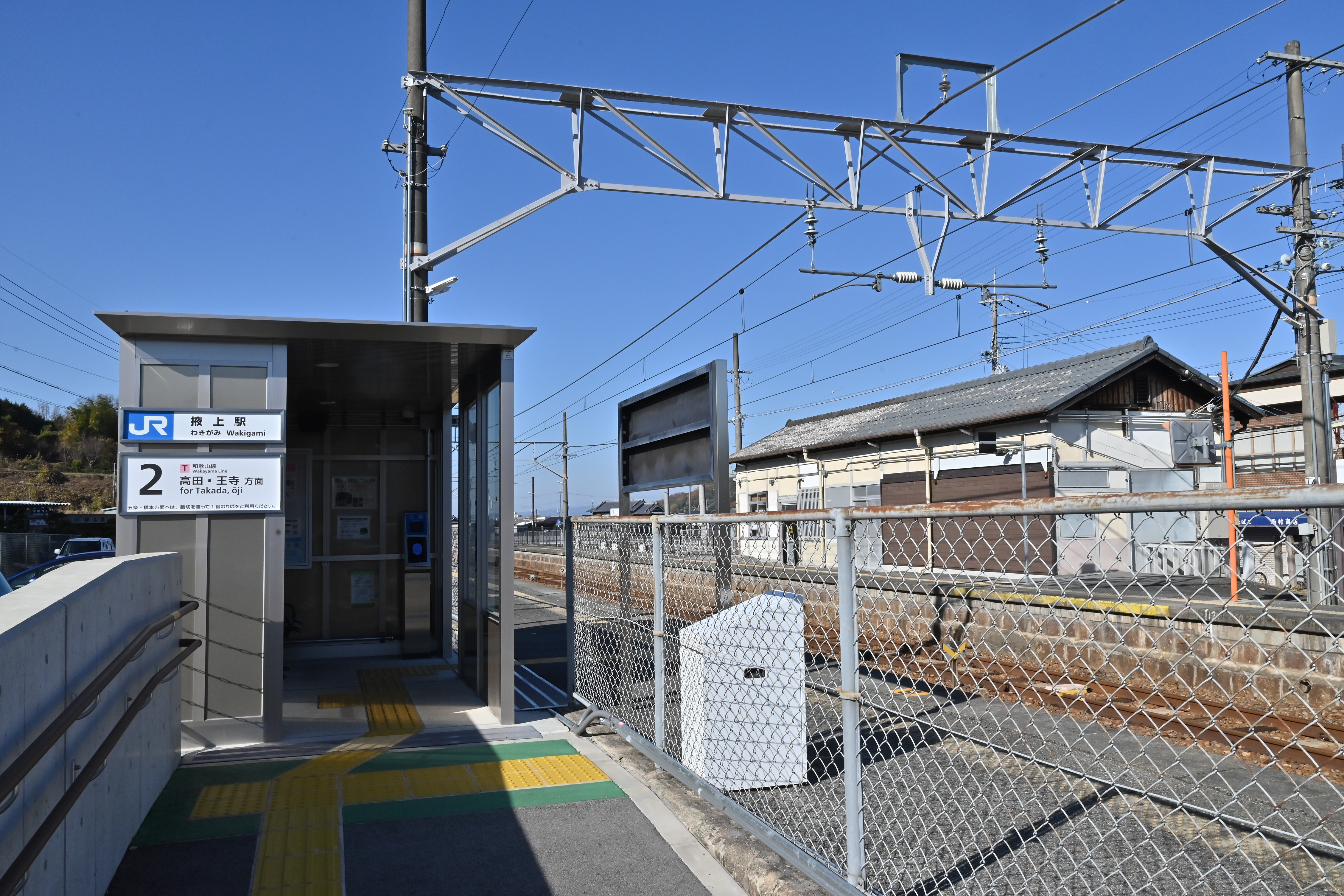
2番のりば側の駅舎（2022年12月）

JR西日本の移動等円滑化取組報告書によれば、2023年度の1日平均乗降人員は208人。「奈良県統計年鑑」によると、1日の平均乗車人員は以下の通りである。
| 年度   | 1日平均 乗車人員 |
| ------ | ---------------- |
| 2005年 | 178              |
| 2006年 | 190              |
| 2007年 | 170              |
| 2008年 | 153              |
| 2009年 | 151              |
| 2010年 | 167              |
| 2011年 | 176              |
| 2012年 | 160              |
| 2013年 | 161              |
| 2014年 | 152              |
| 2015年 | 146              |
| 2016年 | 148              |
| 2017年 | 138              |
| 2018年 | 132              |
| 2019年 | 129              |
| 2020年 | 109              |

## 駅周辺
駅周辺は住宅地である。
- 南都銀行掖上支店
- 日本郵便 御所掖上郵便局
- 興禅寺
- 楽音寺
- 西光寺

## バス路線
御所市コミュニティバス
- 東コース　かもきみの湯方面／御所市役所・近鉄御所駅・老人福祉センター方面 （1日3往復の運行となっている）

## 隣の駅
西日本旅客鉄道（JR西日本）
 和歌山線
■快速（大和路線直通）・■普通
玉手駅 - 掖上駅 - 吉野口駅